# 郭书祥
郭书祥，中华人民共和国教育部长江学者讲座教授，日本工程院院士，日本国立香川大学机电工程系终身教授。

## 生平
郭书祥先后毕业于长春理工大学机电学院精密仪器专业、光学精密机械专业、 日本国立名古屋大学机械系统信息专业。1986至1991年在长春理工大学机电学院任教，1995至2005年在日本国立香川大学工学院任教。